# Plagiothecium nitidum
Plagiothecium nitidum là một loài Rêu trong họ Plagiotheciaceae. Loài này được (Hook. f. & Wilson) E.B. Bartram miêu tả khoa học đầu tiên năm 1946.